# Lieutenant-gouverneur de l'Alaska
Le lieutenant-gouverneur de l'Alaska (en anglais : Lieutenant Governor of Alaska) est, après le gouverneur, le deuxième personnage de la branche exécutive de l'État américain de l'Alaska.

## Histoire
Avant que l'Alaska soit un État, le secrétaire territorial était nommé par le président des États-Unis, tout comme le gouverneur. Waino Edward Hendrickson, dernier secrétaire nommé du territoire, a été deux fois gouverneur par intérim. Une fois l'Alaska devenue État en 1959, la fonction a été désignée comme « secrétaire d'État » jusqu'à ce qu'un amendement constitutionnel modifiant le nom ait été approuvé par les électeurs le 25 août 1970.

## Fonctions et élection
La campagne aux fonctions respectives de gouverneur et lieutenant-gouverneur est séparée durant les primaires mais après les candidats aux deux fonctions forment un unique « ticket ».

## Liste des lieutenants-gouverneurs
| Image        | Lieutenant gouverneur | Parti                     | Période                             | gouverneur       |
| ------------ | --------------------- | ------------------------- | ----------------------------------- | ---------------- |
|              | Hugh Wade             | Démocrate                 | 3 janvier 1959 – 5 décembre 1966    | William A. Egan  |
|              | Keith Miller          | Republicain               | 5 décembre 1966 – 29 janvier 1969   | Walter J. Hickel |
|              | Robert W. Ward        | Républicain               | 29 janvier 1969 – 7 décembre 1970   | Keith Miller     |
|              | H. A. "Red" Boucher   | Démocrate                 | 7 décembre 1970 – 2 décembre 1974   | William A. Egan  |
|              | Lowell Thomas, Jr.    | Républicain               | 2 décembre 1974 – 4 décembre 1978   | Jay Hammond      |
|              | Terry Miller          | Républicain               | 4 décembre 1978 – 6 décembre 1982   | Jay Hammond      |
|              | Steve McAlpine        | Démocrate                 | 6 décembre 1982 – 3 décembre 1990   | Bill Sheffield   |
| Steve Cowper | Steve McAlpine        | Démocrate                 | 6 décembre 1982 – 3 décembre 1990   |                  |
|              | Jack Coghill          | Parti Alaskan Indépendant | 3 décembre 1990 – 5 décembre 1994   | Walter J. Hickel |
|              | Fran Ulmer            | Démocrate                 | 5 décembre 1994 – 2 décembre 2002   | Tony Knowles     |
|              | Loren Leman           | Républicain               | 2 décembre 2002 – 4 décembre 2006   | Frank Murkowski  |
|              | Sean Parnell          | Républicain               | 4 décembre 2006 – 26 juillet 2009   | Sarah Palin      |
|              | Craig Campbell        | Républicain               | 10 août 2009 – 6 décembre 2010      | Sean Parnell     |
|              | Mead Treadwell        | Républicain               | 6 décembre 2010 – 1er décembre 2014 | Sean Parnell     |
|              | Byron Mallott         | Indépendant               | 1er décembre 2014 – 16 octobre 2018 | Bill Walker      |
|              | Valerie Davidson      | Indépendant               | 16 octobre 2018 – 3 décembre 2018   | Bill Walker      |
|              | Kevin Meyer           | Républicain               | 3 décembre 2018 – 5 décembre 2022   | Mike Dunleavy    |
|              | Nancy Dahlstrom (en)  | Républicain               | 5 décembre 2022 – en cours          | Mike Dunleavy    |